# Okręg Brest
Okręg Brest (fr. Arrondissement de Brest) – okręg w północno-zachodniej Francji. Populacja wynosi 362 tysiące.

## Podział administracyjny
W skład okręgu wchodzą następujące kantony:
- Brest-Bellevue,
- Brest-Cavale-Blanche-Bohars-Guilers,
- Brest-Centre,
- Brest-Kerichen,
- Brest-L'Hermitage-Gouesnou,
- Brest-Lambézellec,
- Brest-Plouzané,
- Brest-Recouvrance,
- Brest-Saint-Marc,
- Brest-Saint-Pierre,
- Daoulas,
- Guipavas,
- Landerneau,
- Lannilis,
- Lesneven,
- Ouessant,
- Plabennec,
- Ploudalmézeau,
- Ploudiry,
- Saint-Renan.